# Dołhonosy
Dołhonosy (ukr. Довгоноси) – wieś na Ukrainie w rejonie kowelskim obwodu wołyńskiego.